# Lambfoot Dub
Der Lambfoot Dub ist ein See im Lake District, Cumbria, England.
Der Lambfoot Dub liegt an der Westseite des Great End. Der See hat keine erkennbaren Zufluss oder Abfluss.